# ميثلون
ميثلون هي بلدة فلسطينية تقع في محافظة جنين في فلسطين، في شمال الضفة الغربية، وتقع على بعد 26 كيلومترًا جنوب جنين. وفقًا لتعداد الجهاز المركزي للإحصاء الفلسطيني، بلغ عدد سكان البلدة 6,995 نسمة في عام 2007 و8,321 نسمة بحلول عام 2017.

## تاريخها
تم العثور على فخاريات من العصرين الروماني والبيزنطي في قلب ميثالون القديم في فلسطين.

### العصر الصليبي
أطلق الصليبيون على ميثلون اسم "جاستين مديكالا" و"جاستين مسديدولا". قام الملك عموري الأول بتخصيص نصف الموقع للسيد الصليبي جويدو والنصف الآخر للسيد الآخر المعروف باسم جيلبرت من نيابوليس. في عام 1186.

### العصر العثماني
تم دمج ميثلون مع بقية فلسطين في الإمبراطورية العثمانية في عام 1517. في سجلات الضرائب العثمانية لعام 1596، كان عدد سكان ميثلون 16 عائلة وأعزب واحد. كان السكان بأكملهم مسلمين. كانوا يدفعون معدل ضريبة ثابت بنسبة 33.3% على المنتجات الزراعية، بما في ذلك القمح والشعير والمحاصيل الصيفية وأشجار الزيتون والماعز وخلايا النحل، بالإضافة إلى الإيرادات العرضية، بإجمالي 7160 آقجة.
في أواخر العصر العثماني، كانت ميثلون جزءًا من منطقة مشارق جرار وفي القرن التاسع عشر كانت في منطقة نفوذ تاجر المنسوجات المقيم في نابلس الحاج إسماعيل عرفات، إلى جانب قرى صانور وبيت ليد وسيلة الظهر وجبع. في عام 1838، رأى الباحث إدوارد روبنسون القرية عندما سافر في المنطقة، ووصفها بأنها تقع في منطقة خصبة للغاية. كما تم إدراجها ضمن قضاء الحارثية شمال نابلس.
في عامي 1851-1852، لاحظ عالم الآثار الفرنسي لويس فيليسيان دي سولسي أن ميثلون كانت واحدة من قريتين في الجزء الجنوبي من وادي مرج صانور، والقرية الأخرى هي صير. يصف وادي مرج صانور بأنه "محاط بحزام من الجبال ذات مظهر غابات لطيف للغاية". في عام 1870، وصف المستكشف الفرنسي فيكتور جورين ميثلون بأنها "قرية صغيرة على تلة منخفضة. منزل الشيخ مبني بشكل جيد، وبعض الصهاريج المنحوتة في الصخر قديمة على الأرجح". في عام 1882، وصفها مسح لغرب فلسطين بأنها "قرية متوسطة الحجم، من الحجارة والطوب، وبها بئر إلى الشمال، وتقع عند سفح تلة عالية، مع وجود عدد قليل من أشجار الزيتون في السهل".

### عصر الانتداب البريطاني
سيطرت القوات البريطانية على فلسطين عام 1917، أثناء الحرب العالمية الأولى، وحكمتها فيما بعد تحت الانتداب البريطاني على فلسطين. بلغ عدد سكان ميثلون في تعداد فلسطين عام 1922، الذي أجرته سلطات الانتداب البريطاني، 682 نسمة، وارتفع إلى 938 (193 أسرة) في تعداد عام 1931. في التعداد الأخير، أحصيت قرية خيبر مع ميثلون. وفي كلا التعدادين، كان إجمالي عدد السكان مسلمين.
شاركت عشيرتا ميثلون الرئيسيتان، النعيرات والرباعية، في الثورة التي عمت البلاد في الفترة من 1936 إلى 1939 ضد الحكم البريطاني وزيادة الاستيطان الصهيوني في فلسطين. قاتل المتمردون من عشيرة النعيرات، الذين كانوا على صلة بعائلة جرار، تحت قيادة فوزي جرار من جبع، بينما قاتلت الرباعية تحت قيادة القساميين أبو خالد من أداة الظهر وأبو سيسان من قباطية. كان الأخير حليفًا تقليديًا لعشيرة عبد الهادي، التي كانت لها علاقات اقتصادية وسياسية مع الرباعية.
في إحصاءات عام 1945 بلغ عدد السكان 1360 نسمة، جميعهم مسلمون، ومساحة الأرض 12495 دونمًا، وفقًا لمسح رسمي للأراضي والسكان. من أراضي القرية، استخدم 3,451 دونماً للزراعة والأراضي المروية، و7,469 دونماً للحبوب، في حين كانت 25 دونماً مناطق عمرانية (حضرية).

### العصر الأردني
في أعقاب نكبة عام 1948، وبعد اتفاقيات الهدنة عام 1949، أصبحت ميثلون تحت الحكم الأردني. في عام 1961، بلغ عدد سكان ميثالون 2243 نسمة.

### بعد عام 1967
تقع قرية ميثلون تحت الاحتلال الإسرائيلي منذ حرب الأيام الستة عام 1967. في عام 1989، خلال الانتفاضة الأولى، أطلقت القوات الإسرائيلية النار على عبد الله ربايعة، أحد سكان ميثلون، أثناء اشتباكات بين السكان المحليين والقوات عندما حاولت الأخيرة تفكيك حاجز طريق أقيم في القرية.
في الانتخابات البلدية عام 2005، فازت حركة فتح بأكبر عدد من المقاعد (خمسة مقاعد)، تلتها الجبهة الشعبية لتحرير فلسطين (أربعة مقاعد) وحماس (ثلاثة مقاعد). فاز المستقلون السياسيون بمقعد واحد. رئيس البلدية هو عضو الجبهة الشعبية لتحرير فلسطين فواز صالح نعيرات، ونائب رئيس البلدية هو عضو حماس جهاد صالح ربايعة.

## الجغرافيا
تقع قرية ميثلون في شمال الضفة الغربية، على بعد حوالي 17 كيلومترًا جنوب جنين. أقرب المدن إلى ميثلون هي صانور إلى الغرب، وسيريس والجديدة إلى الجنوب الشرقي، وعقبة إلى الشرق، وصير والزبابدة إلى الشمال الشرقي، ومسيلية إلى الشمال.
تقع البلدة على طول الحافة الغربية لمرج صانور، وهو وادٍ وبحيرة موسمية. هي أكبر منطقة من بين سبع مناطق إجماليًا، وتحد مرج سنور وتسيطر على أكبر حصة من أراضيها الخصبة. يبلغ متوسط ارتفاعها 385 مترًا فوق مستوى سطح البحر ولا ترتفع عن محيطها المباشر. تبلغ المساحة الإجمالية لأراضي ميثلون 12,495 دونماً. يتكون المركز القديم للبلدة من 18 دونمًا.

### خربة خيبر
خربة خيبر هو موقع أثري يقع على تلة إلى الشمال الشرقي من ميثلون، وهو جزء من نطاق اختصاص البلدة. يبلغ ارتفاع التل 423 مترًا فوق مستوى سطح البحر ويتكون من أطلال، وهي بقايا مدينة مسورة، وأساسات بناء، وقبر وخزانات مياه منحوتة من الحجر.

## التركيبة السكانية
بلغ عدد سكان قرية ميثلون 5,218 نسمة في تعداد عام 1997 الذي أجراه الجهاز المركزي للإحصاء الفلسطيني. شكل اللاجئون الفلسطينيون وأحفادهم نسبة 5.4% من السكان. في تعداد الجهاز المركزي للإحصاء الفلسطيني عام 2007، ارتفع عدد سكان ميثلون إلى 6,955 نسمة. بلغ عدد الأسر 1258 أسرة، حيث احتوت كل أسرة على ما معدله ما بين خمسة إلى ستة أشخاص. شكلت النساء 48.3% من السكان والرجال 51.7%.
بلغ عدد سكانها عام 1922م حوالي 783 نسمة وارتفع إلى 1360 نسمة عام 1945، وبلغ عدد سكانها عام 1967م حوالي 2300 نسمة، ارتفع إلى 3500 نسمة عام 1987. يبلغ عدد سكانها في تعداد 2017 حوالي 8,321 نسمة.
يعود أصل بعض سكان ميثلون إلى يطا، وهي مدينة تقع في جنوب جبل الخليل، بينما ينتمي البعض الآخر إلى البدو.

## وصلات خارجية
- صفحة بلدة ميثلون في موقع «فلسطين في الذاكرة».